# Ronde van Friuli
De Giro del Friuli (Italiaans: Giro del Friuli) is een voormalig eendagswielerwedstrijd die werd verreden in Friuli, Italië, sinds 1974.
Recordwinnaar is Guido Bontempi, hij won in 1982, 1987 en 1988. De wedstrijd is eenmaal door een Belg gewonnen, Roger De Vlaeminck zegevierde in 1978.

## Lijst van winnaars

### Meervoudige winnaars
| Overwinningen | Renner          | Land   | Jaren            |
| ------------- | --------------- | ------ | ---------------- |
| 3             | Guido Bontempi  | Italië | 1982, 1987, 1988 |
| 2             | Francesco Moser | Italië | 1979, 1983       |
| 2             | Claudio Corti   | Italië | 1980, 1984       |
| 2             | Gianni Bugno    | Italië | 1986, 1991       |

### Overwinningen per land
| Overwinningen | Land                                                                                |
| ------------- | ----------------------------------------------------------------------------------- |
| 24            | Italië                                                                              |
| 1             | België, Colombia, Kazachstan, Litouwen, Oekraïne, Polen, Rusland, Spanje, Venezuela |